# 卡魯帕諾
卡魯帕諾是委內瑞拉的城市，由蘇克雷州負責管轄，位於該國東北部，距離首都卡拉卡斯120公里，始建於1647年12月23日，面積203平方公里，2010年人口173,877。

## 外部連結
- https://web.archive.org/web/20180806161836/http://carupanizate.com/